# Nyitrakörtvélyes
Nyitrakörtvélyes (szlovákul Hrušovany) község Szlovákiában, a Nyitrai kerület Nagytapolcsányi járásában.

## Fekvése
Nagytapolcsánytól 15 km-re délnyugatra, a Nyitra folyó jobb partján fekszik.

## Története
Területén már az újkőkorszakban is éltek emberek. A régészeti leletek szerint a vonaldíszes kerámiák népének települése állt itt. Nagymorávia idejében szláv település volt a helyén.
A mai községet 1318-ban "Kurtveles" néven említik először. 1392-ben "Kerthuely" néven bukkan fel az oklevelekben. A nyitrai püspökség birtokolta, majd 1392-től az apponyi uradalom része volt. A 17. század végén a pereszlényi uradalom része lett. 1715-ben pincészete és 19 háztartása volt. 1753-ban 70 család lakta. 1787-ben 43 házában 412 lakos élt. 1828-ban 69 házát 484-en lakták. 1825-ben, 1835-ben és 1889-ben tűzvészek pusztították. Lakói mezőgazdaságból és szőlőtermesztésből éltek.
Vályi András szerint "KÖRTVÉLYES. Hrusováni. Tót falu Nyitra Várm. földes Urai több Uraságok, lakosai katolikusok, fekszik a’ Bodóki járásban, határja középszerű."
Fényes Elek szerint "Körtvélyes, (Hrussovan), Nyitra m. tót falu, a Nyitra vize mellett: 472 kath., 17 zsidó lak. Földei termékenyek, rétei különösen jók. F. u. többen. Ut. p. N.-Tapolcsán."
A trianoni békeszerződésig Nyitra vármegye Nagytapolcsányi járásához tartozott.

## Népessége
| Év:            | 1994. | 2004.   | 2014.   | 2024.   |
| -------------- | ----- | ------- | ------- | ------- |
| Emberek száma: | 1133  | 1134    | 1101    | 1056    |
| Eltérés:       |       | +0,08 % | -2,91 % | -4,08 % |

| Év:            | 2023. | 2024.   |
| -------------- | ----- | ------- |
| Emberek száma: | 1067  | 1056    |
| Eltérés:       |       | -1,03 % |

1880-ban 381 lakosából 15 magyar és 330 szlovák anyanyelvű volt.
1890-ben 432 lakosából 14 magyar, 20 német és 398 szlovák anyanyelvű volt. Ebből 406 római katolikus és 26 izraelita vallású volt.
1900-ban 451 lakosából 15 magyar és 420 szlovák anyanyelvű volt.
1910-ben 565 lakosából 6 magyar, 8 német, 538 szlovák és 13 egyéb anyanyelvű volt. Ebből 543 római katolikus, 12 izraelita és 10 evangélikus vallású volt.
1921-ben 605 lakosából 6 magyar és 591 csehszlovák volt.
1930-ban 641 lakosából 1 magyar, 3 zsidó, 633 csehszlovák és 4 állampolgárság nélküli volt. Ebből 635 római katolikus, 5 izraelita és 1 egyéb vallású volt.
1970-ben 1274 lakosából 1259 szlovák volt.
1980-ban 1271 lakosából 1266 szlovák volt.
1991-ben 1177 lakosából 1 magyar és 1175 szlovák volt.
2001-ben 1135 lakosából 3 magyar és 1130 szlovák volt.
2011-ben 1116 lakosából 2-2 magyar és cseh, 1 ukrán, 1086 szlovák és 25 ismeretlen nemzetiségű.

## Nevezetességei
- Római katolikus temploma a 17. század közepén épült, 1736-ban és a 19. században átépítették.
- Haranglába a 19. század közepén készült.

## Külső hivatkozások
- Községinfó
- A község Szlovákia térképén
- E-obce.sk Archiválva 2008. január 23-i dátummal a Wayback Machine-ben